# IC 1924
IC 1924 ist eine Spiralgalaxie vom Hubble-Typ S im Sternbild Horologium am Südsternhimmel. 
Im selben Himmelsareal befinden sich u. a. die Galaxien IC 1925, IC 1926, IC 1929, IC 1932.
Das Objekt wurde am 14. Oktober 1898 vom US-amerikanischen Astronomen DeLisle Stewart entdeckt.